# Иуста, Иустина и Эннедина из Кальяри
Иуста, Иустина и Хенедина (убиты в 130 году) — святые мученицы из Кальяри. День памяти — 14 мая.
Святые Иуста, Иустина и Хенедина или Энидина (сард.: Justa, Justina et Enedina, итал.: Giusta, Giustina ed Enedina) , возможно, были сёстрами. Они были казнены в Кальяри или, возможно, в Сассари.
Город Санта-Джуста на Сардинии назван в честь святой Иусты. В её честь освящён кафедральный собор, воздвигнутый в этом городе.